# チャアム郡
座標: 北緯12度47分59秒 東経99度58分1秒 / 北緯12.79972度 東経99.96694度
チャアム郡（チャアムぐん）とはタイ王国・ペッチャブリー県にある郡（アムプー）の事である。

## 名称
古くはチャアーン (ชะอาน) と呼ばれており、ここにナレースワンが軍を駐留した記録が残っている。

## 歴史
1923年、ラーマ6世（ワチラーウット）によってマルッカターヤワン宮殿が建てられ、リゾート地として発展した。
1897年に郡が設立され、ナーヤーン郡と呼ばれた。その後、1914年にタムボン・ノーンチョーク（現在のターヤーン郡）に郡庁が移転しノーンチョーク郡と呼ばれた。第二次世界大戦後、タムボン・チャアムに郡庁が移り、郡名もチャアムと変わった。

## 地理
タイランド湾に面しており、郡の西部、南西には山があるがおおむね平坦な土地である。海にはチャアム・ビーチが広がり、近隣のフワヒン郡と並び、観光地となっている。
交通はタイ国鉄や、国道4号線が南北に通っており、北はペッチャブリー方面、南はプラチュワップキーリーカン方面と通じている。

## 経済
農業や漁業、観光業などが郡内の主な産業である。農業では、パイナップル、サトウキビ、米などを生産している。

## 行政区分
郡内には9つのタムボンと、67の村（ムーバーン）がある。
以下は、郡内のタムボンの一覧である。
1. タムボン・チャアム・・・ตำบลชะอำ
2. タムボン・バーンカオ・・・ตำบลบางเก่า
3. タムボン・ナーヤーン・・・ตำบลนายาง
4. タムボン・カオヤイ・・・ตำบลเขาใหญ่
5. タムボン・ノーンサーラー・・・ตำบลหนองศาลา
6. タムボン・フワイサーイヌア・・・ตำบลห้วยทรายเหนือ
7. タムボン・ライマイパッタナー・・・ตำบลไร่ใหม่พัฒนา
8. タムボン・サームプラヤー・・・ตำบลสามพระยา
9. タムボン・ドーンクンフワイ・・・ตำบลดอนขุนห้วย